# Liste der Denkmäler des Deutsch-Französischen Krieges in Baden-Baden
Diese Liste gibt einen Überblick über Gedenkstätten im Stadtkreis Baden-Baden, die sich schwerpunktmäßig der Geschichte des Deutsch-Französischen Krieges von 1870/71 widmen.

## Liste
| Bild | Ort         | Ortsteil       | Lage                                     | Beschreibung |
| --- | ----------- | -------------- | ---------------------------------------- | --- |
| | Baden-Baden | Baden-Baden    | Hauptfriedhof 48° 45′ 29″ N, 8° 15′ 5″ O | Das Kriegerdenkmal ist ein Quader, gekrönt mit einem Eisernen Kreuz. Links daneben eine zerbrochene Säule, rechts davor ein Sphinx. |
| Bild gesucht Die Wikipedia wünscht sich an dieser Stelle ein Bild vom Ort mit diesen Koordinaten 48.806832 8.224705 . Motiv: Kriegerdenkmal Haueneberstein Falls du dabei helfen möchtest, erklärt die Anleitung , wie das geht. BW | Baden-Baden | Haueneberstein | Friedhof 48° 48′ 25″ N, 8° 13′ 29″ O     | Das Kriegerdenkmal Haueneberstein ist ein kleiner Obeliskstumpf auf dem Friedhof.                                                   |
| Weitere Bilder | Baden-Baden | Lichtental     | Klosterplatz 48° 44′ 47″ N, 8° 15′ 21″ O | Das Kriegerdenkmal ist ein hoher Obelisk auf rechteckigem Sockel.                                                                   |